# Pallacanestro Lago Maggiore
La Pallacanestro Lago Maggiore è la principale società di pallacanestro maschile di Castelletto sopra Ticino, comune della provincia di Novara.

## Storia
La Pallacanestro Lago Maggiore è nata nel 2007, dopo che la precedente società cestistica di Castelletto, i Basket Draghi, si era trasferita a Novara. Contemporaneamente la società cestistica novarese (Aironi Basket) di proprietà di Renzo Cimberio decise di cedere gratuitamente il titolo sportivo di Serie B d'Eccellenza: a beneficiare della cessione è stato il nuovo soggetto sportivo nato dalla fusione di Arona Basket e Don Bosco Borgomanero.
Nel corso suo primo campionato la Pallacanestro Lago Maggiore, sponsorizzata Nobili SBS, si è ben distinta ottenendo la qualificazione ai play-off (venendo sconfitta da Lumezzane in gara tre).
La nuova Serie A Dilettanti FIP 2008-2009 ha visto la PLM chiudere al settimo posto in stagione regolare, venendo poi eliminata ancora una volta al primo turno dei play-off (da Treviglio). Identico risultato nella stagione successiva, con la squadra eliminata al primo turno play-off dalla Fortitudo Bologna.
Nella stagione sportiva 2010-11 della Serie A Dilettanti FIP 2010-2011, la Pallacanestro Lago Maggiore ha come nuovo sponsor principale l'azienda SBS. La stagione si conclude con la salvezza ai playout battendo in due partite Potenza.
Nel 2013 la PLM vince la Coppa Italia Lega Nazionale Pallacanestro 2012-2013. Al termine della stagione, rinuncia all'iscrizione al successivo campionato di DNA Silver.

## Palmarès
- Coppa Italia LNP: 1

2012-13

## Roster 2012-2013
|    | Naz.                 | Ruolo | Sportivo             | Anno | Alt. |  |  |
| -- | -------------------- | ----- | -------------------- | ---- | ---- |  |  |
| 4  | Italia (bandiera)    | P     | Tommaso Minoli       | 1994 | 185  |  |  |
| 5  | Italia (bandiera)    | G     | Federico Bolzonella  | 1984 | 184  |  |  |
| 6  | Italia (bandiera)    | G     | Shaquille Hidalgo    | 1994 | 188  |  |  |
| 7  | Italia (bandiera)    | P     | Penny Hidalgo        | 1996 | 175  |  |  |
| 8  | Italia (bandiera)    | G     | Matteo Ferè          | 1996 | 179  |  |  |
| 9  | Italia (bandiera)    | A     | Andrea Marusic       | 1989 | 198  |  |  |
| 11 | Italia (bandiera)    | P     | Alexander Simoncelli | 1986 | 188  |  |  |
| 12 | Italia (bandiera)    | C     | Nicolò Damiani       | 1990 | 202  |  |  |
| 13 | Italia (bandiera)    | C     | Marco Pazzi          | 1979 | 203  |  |  |
| 14 | Italia (bandiera)    | P     | Giacomo Sanguinetti  | 1990 | 181  |  |  |
| 15 | Italia (bandiera)    | A     | Francesco Ihedioha   | 1986 | 196  |  |  |
| 16 | Italia (bandiera)    | A     | Alex Ranuzzi         | 1986 | 195  |  |  |
| 18 | Argentina (bandiera) | C     | Franco Prelazzi      | 1979 | 205  |  |  |
| 20 | Italia (bandiera)    | P     | Stefano Leva         | 1978 | 192  |  |  |
| 55 | Italia (bandiera)    | A     | Marco Ceron          | 1992 | 195  |  |  |

## Organigramma societario
- Staff dirigenziale:

Presidente: Gaetano Lombardo
Direttore responsabile: Lorenzo Colombo
Vice presidente: Fabio Tosi
General manager: Geremia Giroldi
Direttore sportivo: Giuseppe Piscopiello
Team manager: Oscar Nicoletti
Responsabile segreteria: Giuliana Sala
Responsabile comunicazione e multimedia: Davide Riva
Responsabile marketing ed eventi: Fabio Tosi
- Staff tecnico

Allenatore: Luigi Garelli
Vice Allenatore: Fabrizio Garbosi
Preparatore Atletico: Paolo Cucchi
Massaggiatore: Andrea Nicoletti

## Sponsor
- 2007-2010: Nobili Rubinetterie - SBS- Banca Fineco
- 2010-2013: SBS

## Sede
La sede legale della società si trova a Castelletto sopra Ticino (NO) in via Caduti
della Libertà, 30.

## Impianto di gioco
L'impianto di gioco è il PalAmico in via del Lago, 2 Castelletto sopra Ticino (NO).